# أرنولد كوتس
أرنولد كوتس (بالإنجليزية: Arnold Coates)‏ هو لاعب كرة قدم بريطاني، ولد في 24 يوليو 1936 في درم في المملكة المتحدة، وتوفي في 25 فبراير 2013. لعب مع كوين أوف ساوث ونادي سكاربورو.

## وصلات خارجية
- أرنولد كوتس على موقع أوليمبيديا (الإنجليزية)